# إحالة
الإحالة في الطب هي نقل رعاية مريض من طبيب أو عيادة إلى أخرى حسب الطلب. تُقدم الرعاية الصحية عن طريق الإحالة من موظفي الرعاية الأولية أو الثانوية.